# Мерсер (округ, Миссури)
Округ Ме́рсер (англ. Mercer County) — округ штата Миссури, США. Население округа на 2010 год составляло 3785 человек. Административный центр округа — город Принстон.

## История
Округ Мерсер основан в 1845 году.

## География
Округ занимает площадь 1175.9 км2.

## Демография
Согласно переписи населения США 2010 года, в округе Мерсер проживало 3785 человек. Плотность населения составляла 3 человека на квадратный километр.